# Bawełnica wiązowo-porzeczkowa
Bawełnica wiązowo-porzeczkowa (Schizoneura ulmi L.) – gatunek mszyc z rodziny bawełnicowatych (Pemphigidae). Dla całego rodzaju charakterystyczne są skrzydła przednie z rozwidloną żyłką medialną  i tylne z  dwoma żyłkami kubitalnym. Stopy dwuczłonowe. Pokolenia dzieworodne nie mają oczu złożonych, a jedynie 3 proste przyoczka. Na ciele gruczoły woskowe produkujące woskowy nalot.
Ze złożonych jesienią na korze wiązu jaj wylęgają się mszyce i  przenoszą się na spodnią  stronę liści. Po dorośnięciu rozmnażają się dzieworodnie i wkrótce jest ich bardzo dużo. Opanowane przez bawełnicę liście, a właściwie ich połowy, grubieją, odbarwiają się i skręcają w charakterystyczny sposób. Dorosłe postacie drugiego pokolenia są uskrzydlone i przefruwają na porzeczki. Składają larwy w szczelinach ziemi, w pobliżu korzeni. Stamtąd larwy przenoszą się na korzenie, tam pasożytują i dorastają. Jesienią pojawia się kolejne pokolenie uskrzydlone i ono przenosi się na wiązy i składa zimujące jaja.

## Galeria

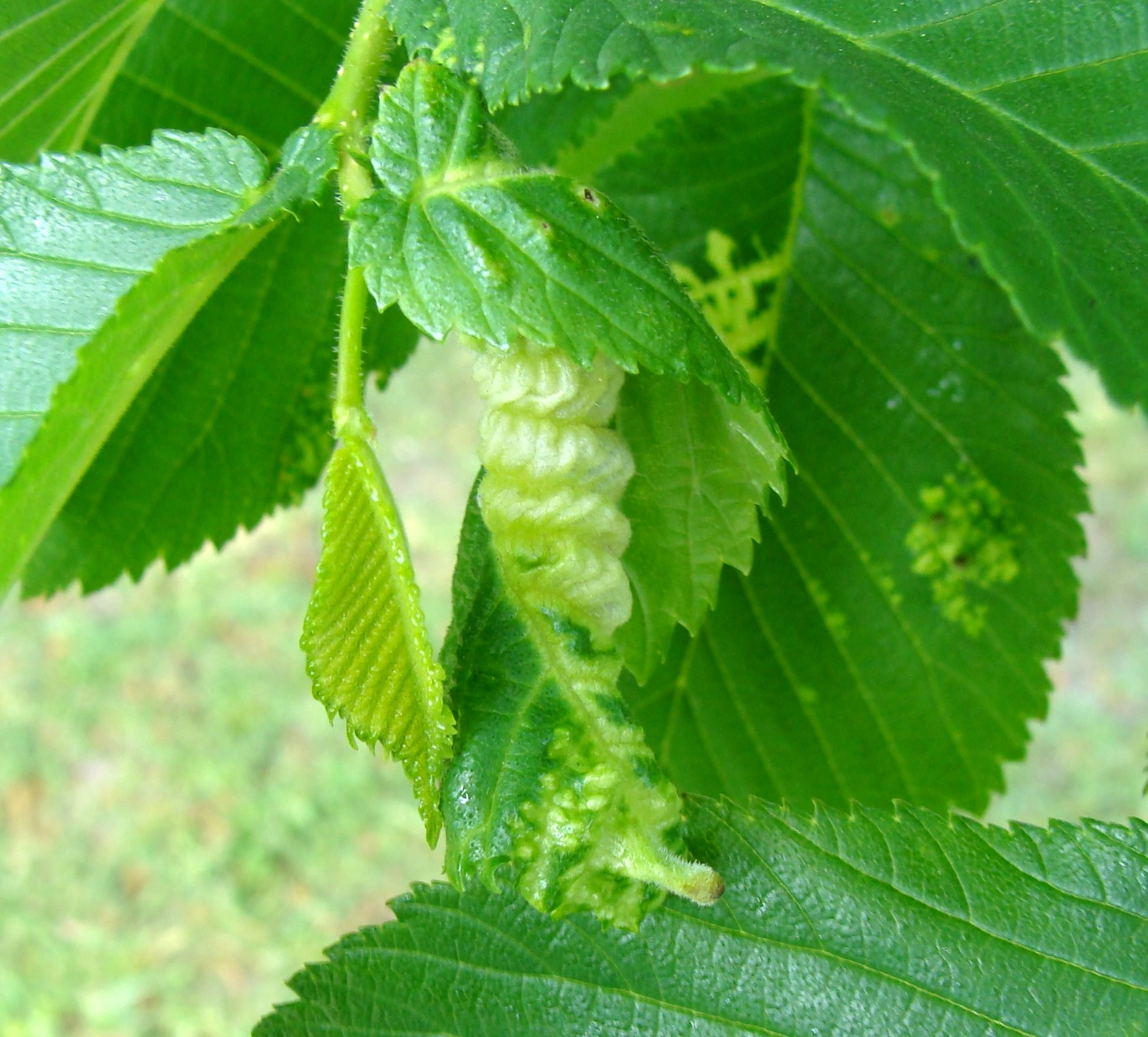
Liście wiązu opanowane przez bawełnicę (początek maja)
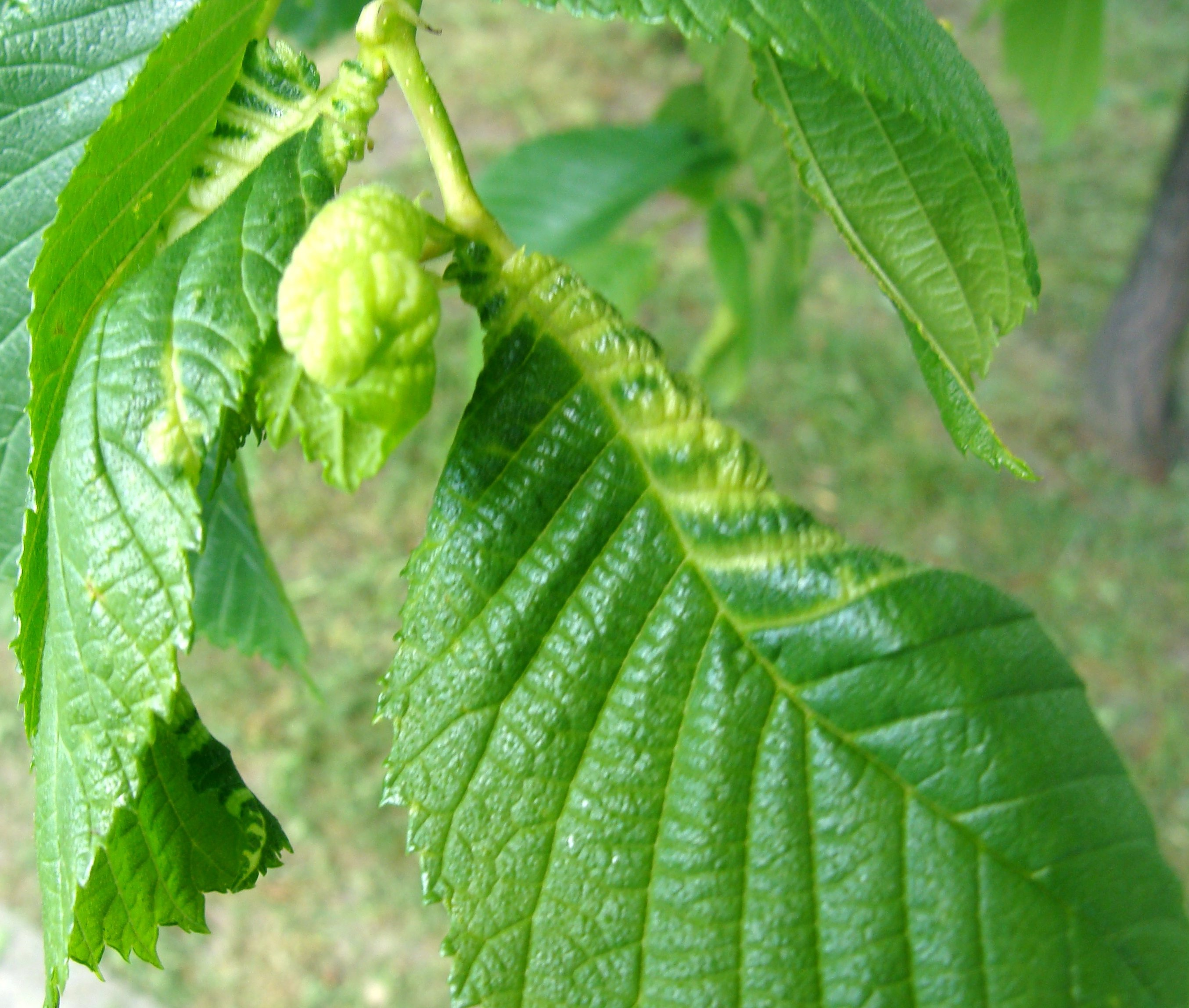
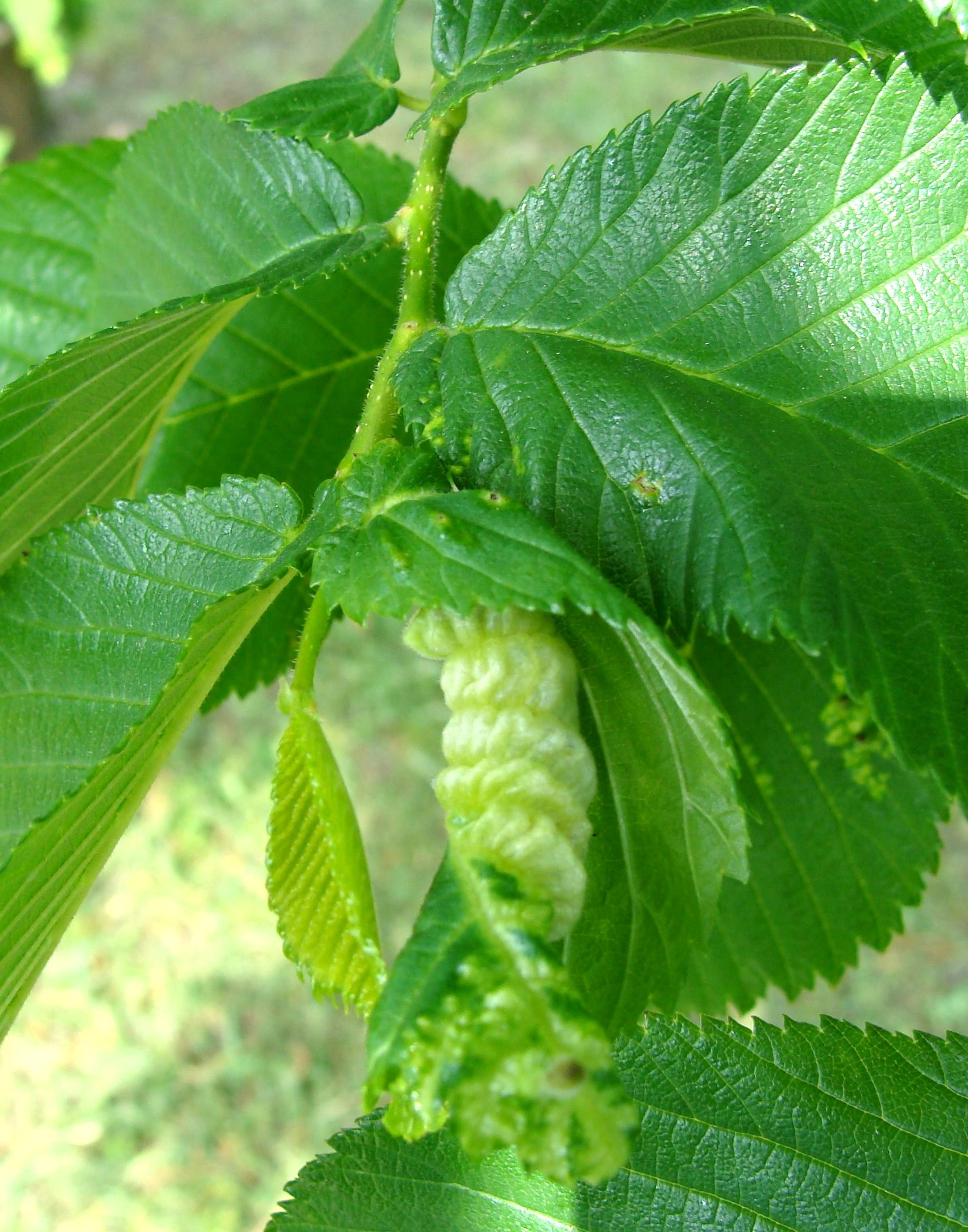
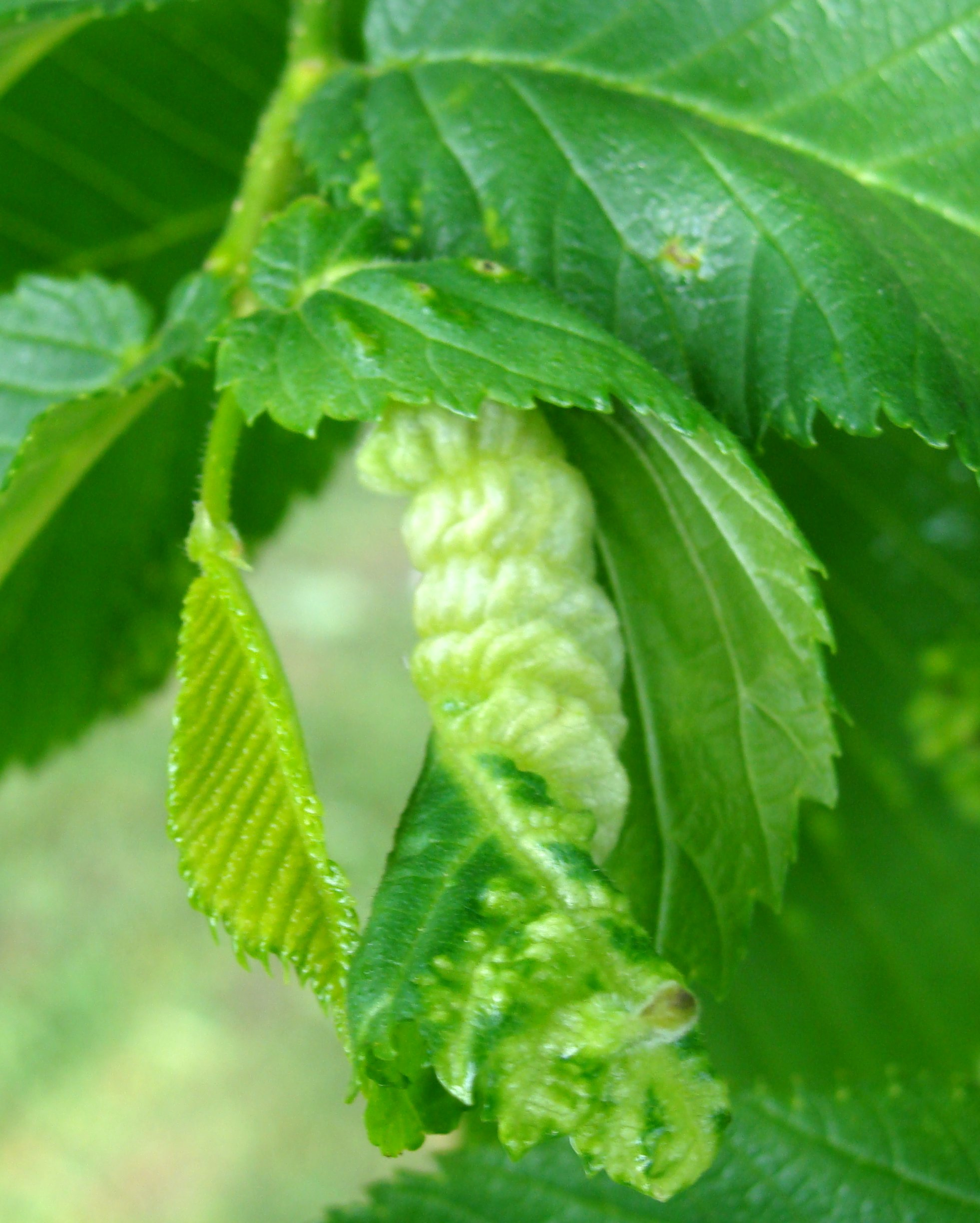
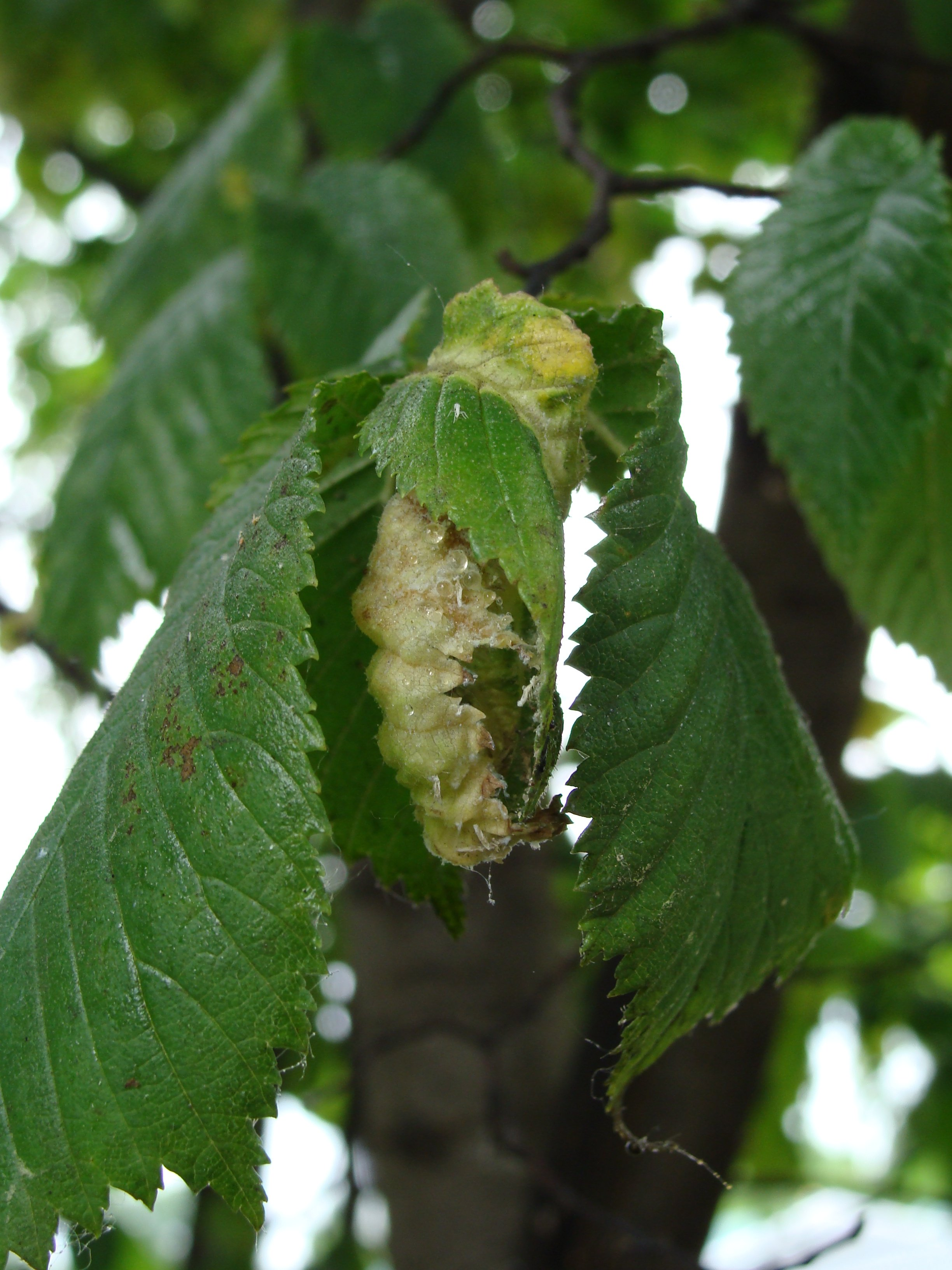
Liść na początku czerwca, opuszczony przez pokolenie uskrzydlone